# Singer Building
Singer Building – wieżowiec biurowy istniejący w latach 1908–1968 przy Liberty Street i Broadwayu na nowojorskim Manhattanie i będący siedzibą Singer Corporation.

## Historia
Projektant budynku Ernest Flagg był zwolennikiem ograniczania dopuszczalnej wysokości budynków oraz dokładnego wyznaczania stref ich wznoszenia i przeciwstawił swój projekt nieco, jego zdaniem, zbyt skomplikowanemu pierwotnemu zamysłowi Singera. Dwunastopiętrowe przyziemie gmachu zajmowało cały przeznaczony pod zabudowę obszar działki, natomiast wieża wznosząca się nad nim była bardzo smukła i strzelista.
Z wysokością 187 m, 612 stóp budynek dzierżył tytuł najwyższego budynku świata do momentu ukończenia w 1909 Metropolitan Life Insurance Company Tower przy Madison Avenue (też na Manhattanie).
Budynek został wyburzony w 1968, konstrukcja nie mogła dłużej spełniać użytecznych funkcji (piętra budynku miały przekrój kwadratu o boku zaledwie 20 m). Singer Building ustąpił miejsca U.S. Steel Building (obecnie znanej jako One Liberty Plaza).

## Rekordy
Do czasu zawalenia się serbskiej wieży radiowo-telewizyjnej Avalski toranj 29 kwietnia 1999 r. wskutek bombardowania sił NATO, pozostawał najwyższą zniszczoną wolnostojącą konstrukcją na świecie. Do czasu zamachów z 11 września 2001 był najwyższym budynkiem jaki został kiedykolwiek wyburzonym. Ciągle pozostaje najwyższym kiedykolwiek planowo wyburzonym budynkiem na świecie.

## Galeria

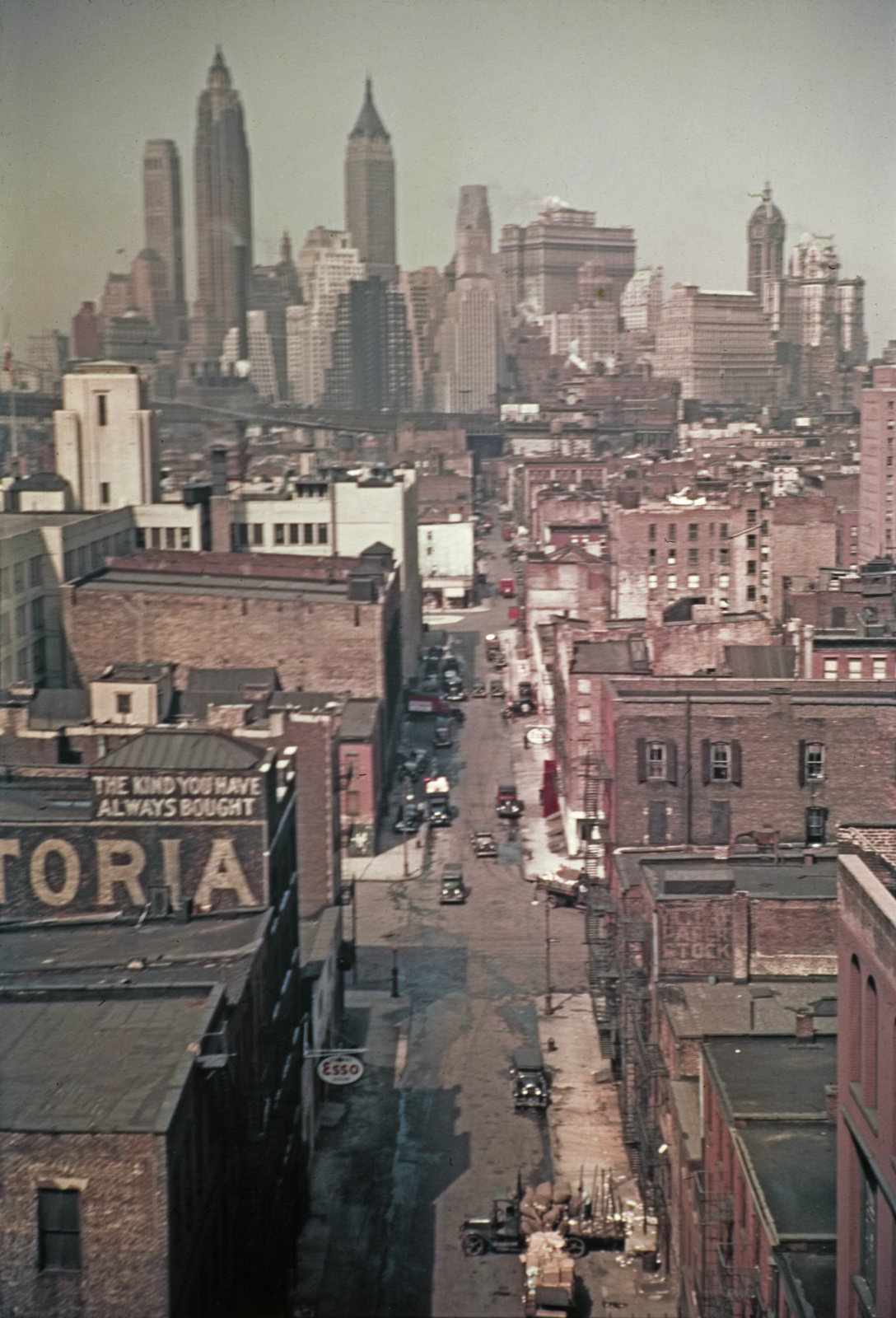
Singer Building jest po prawej stronie fotografii z 1938
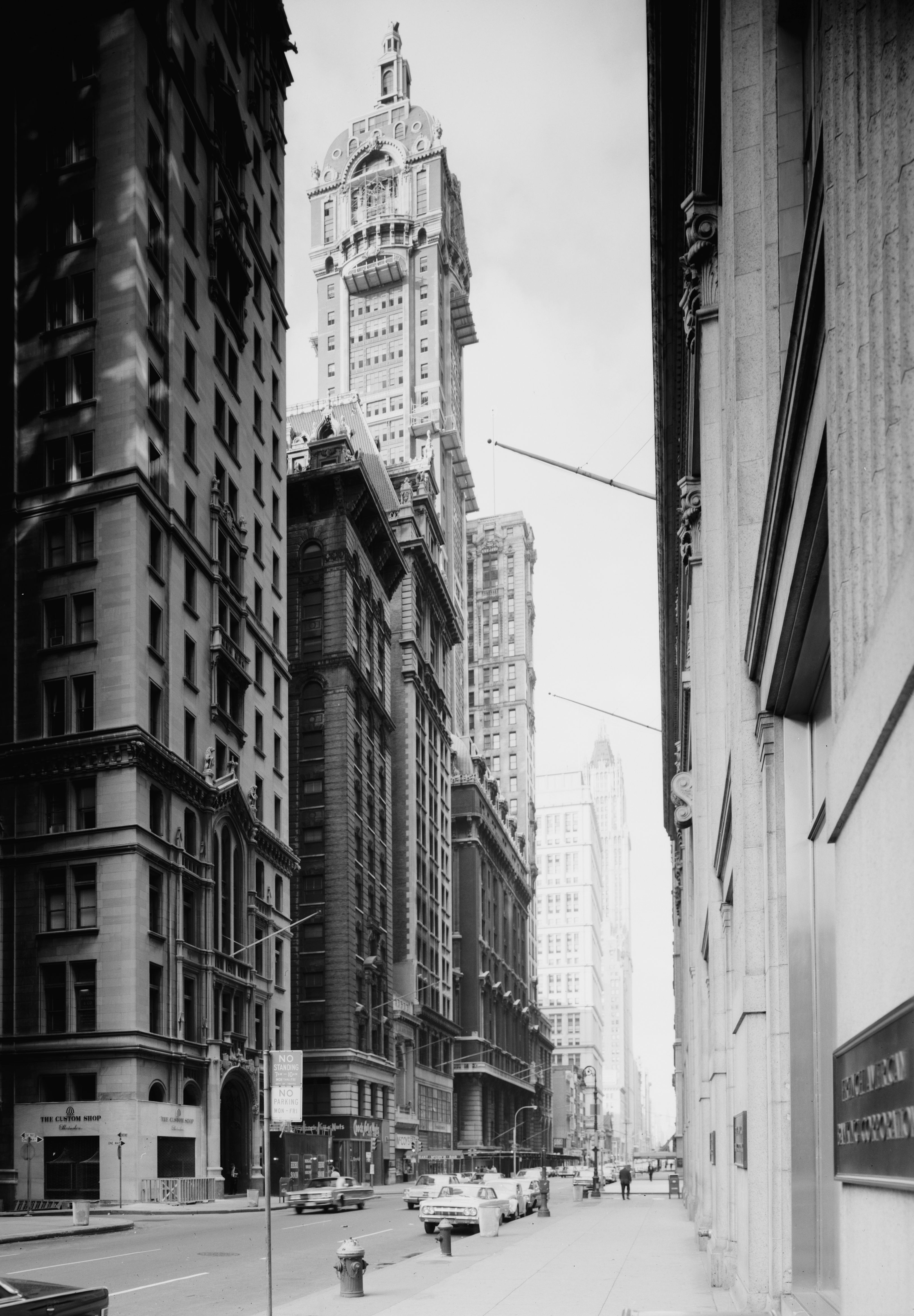
Singer Building w 1967
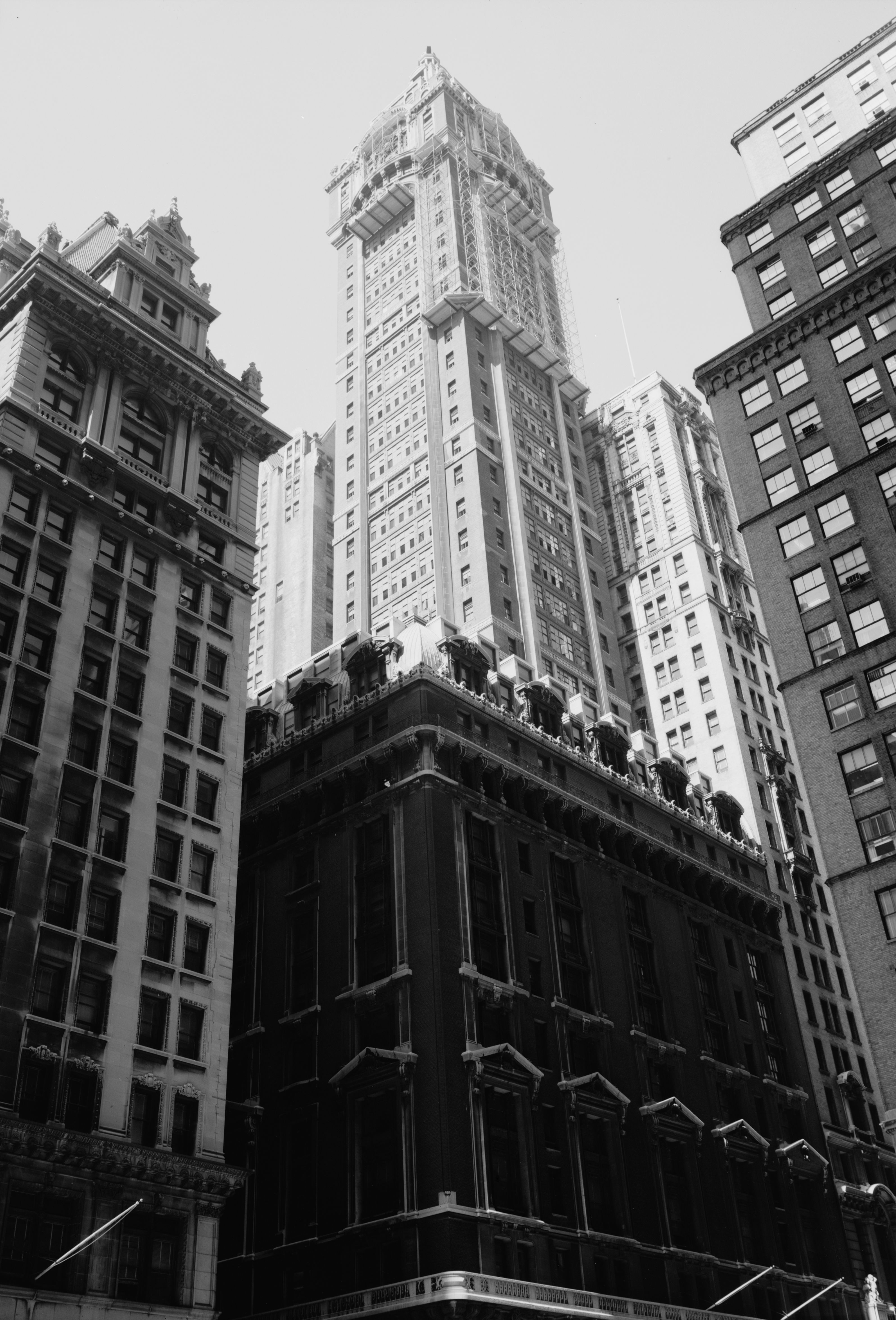
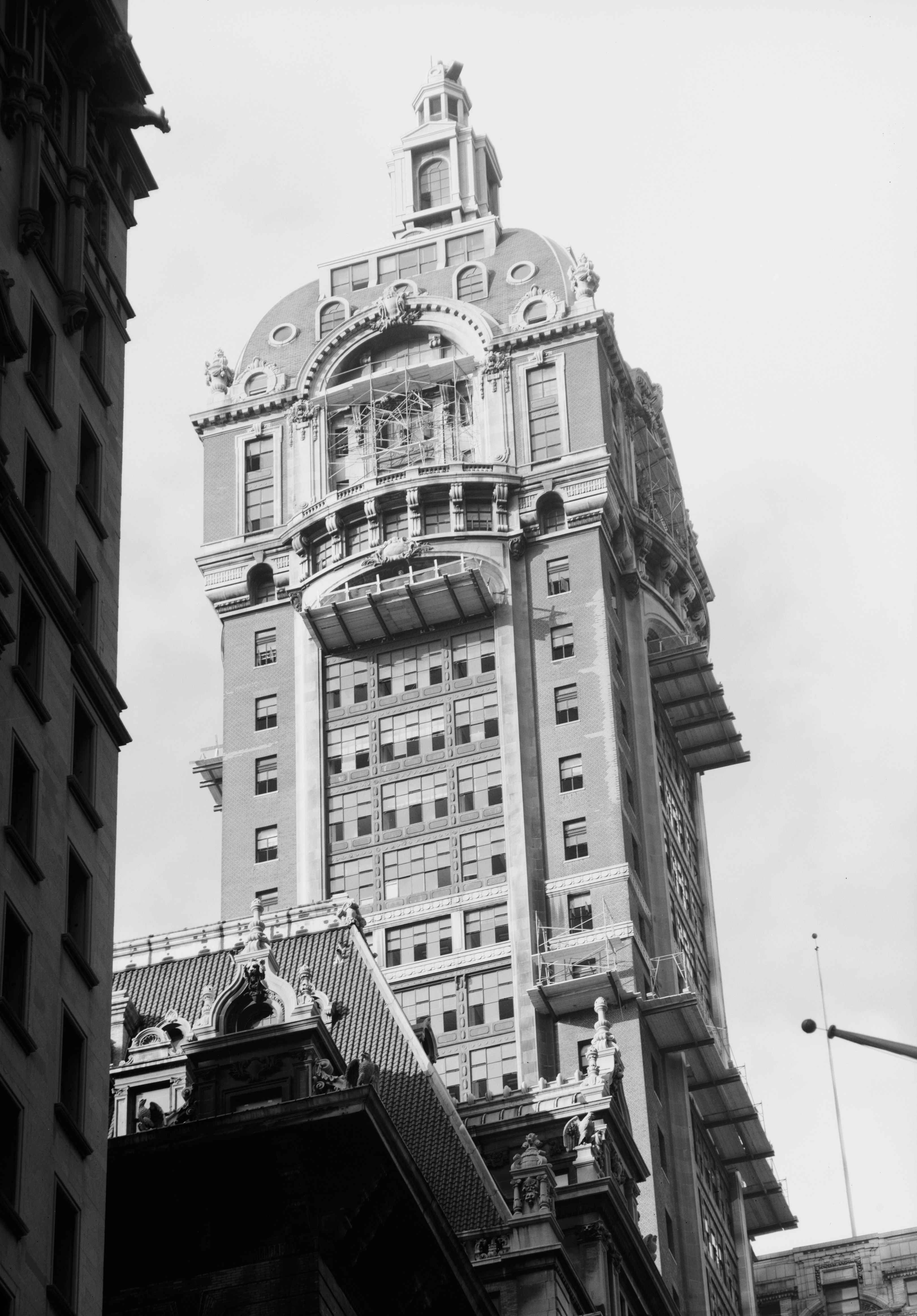
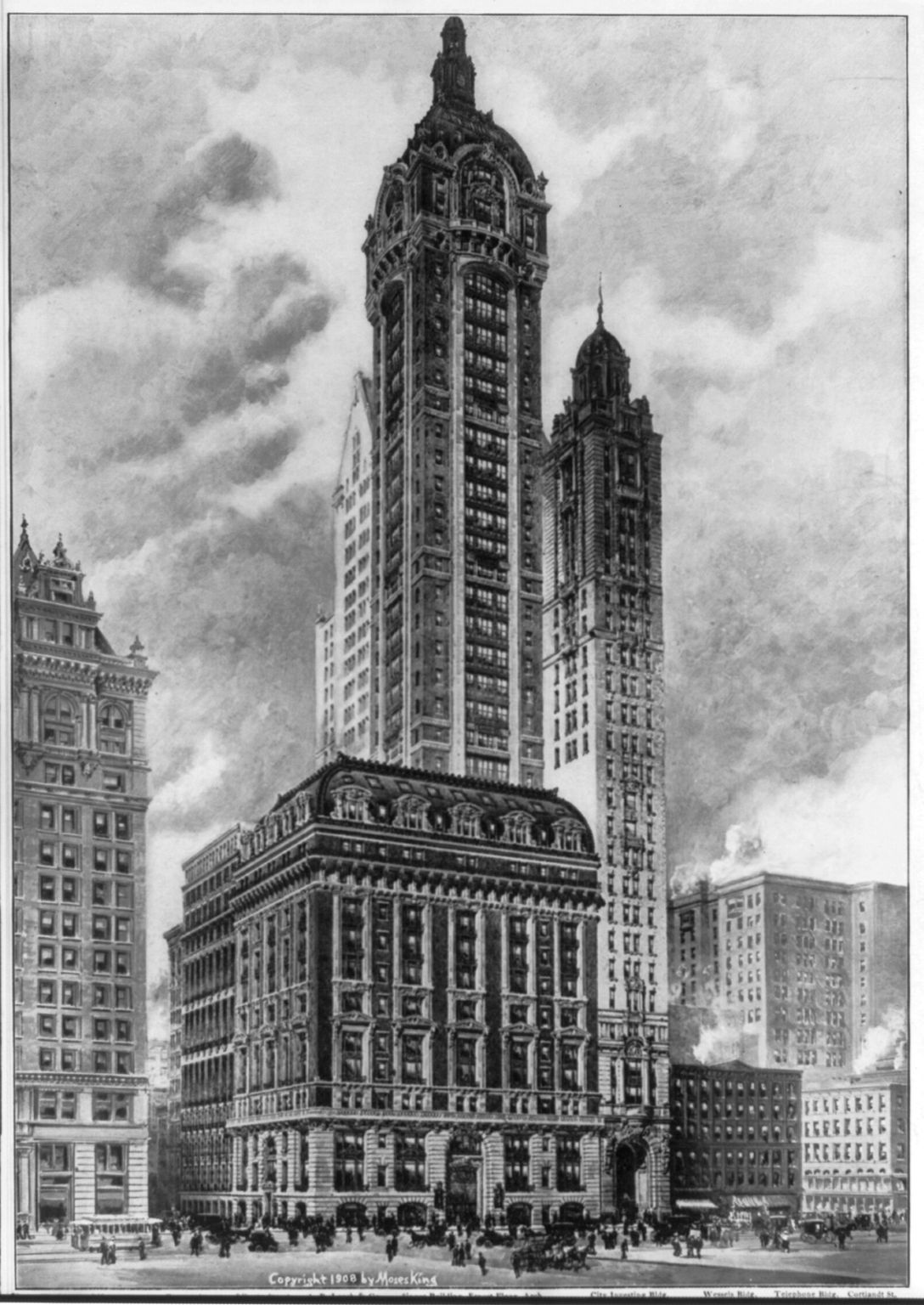
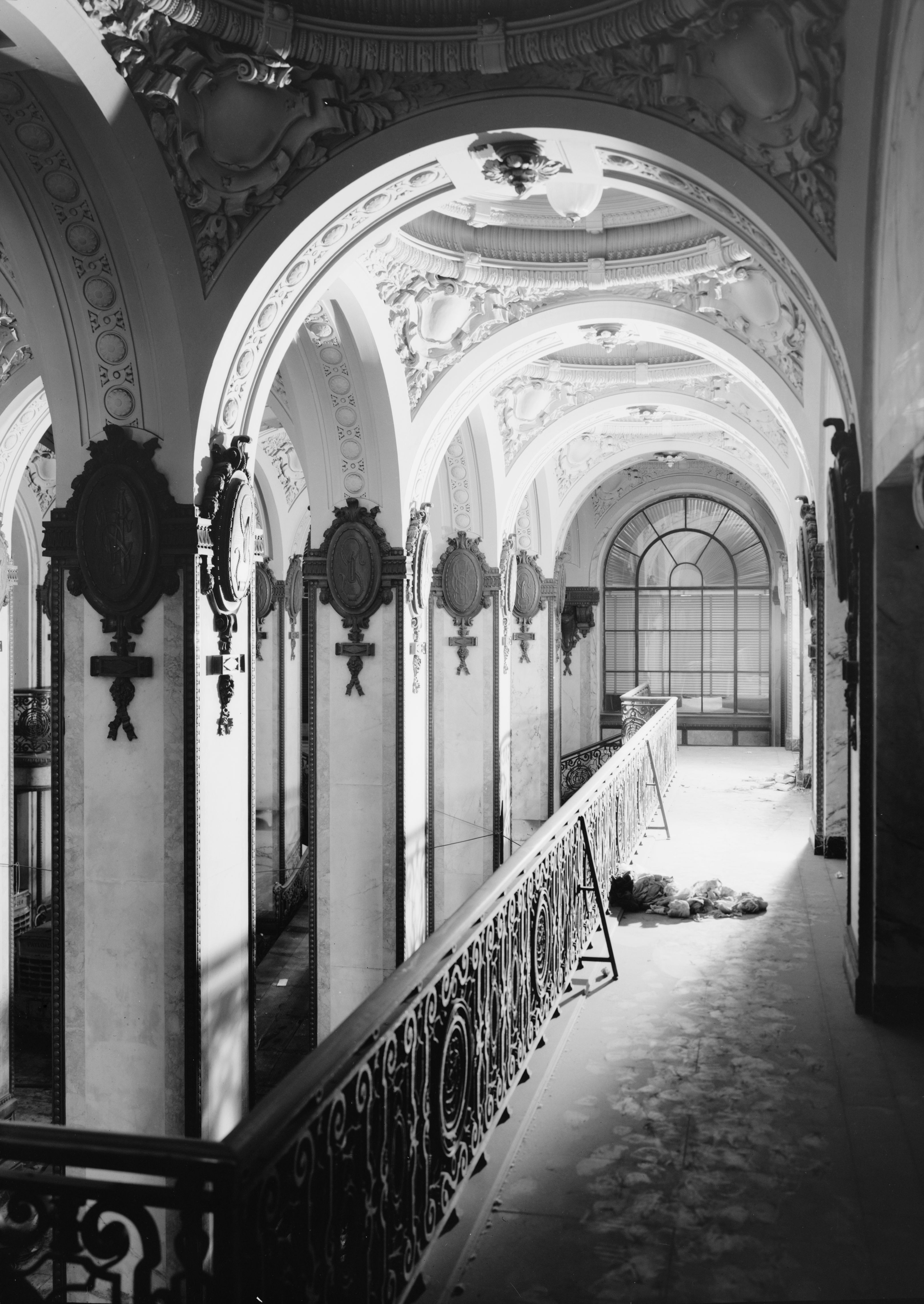
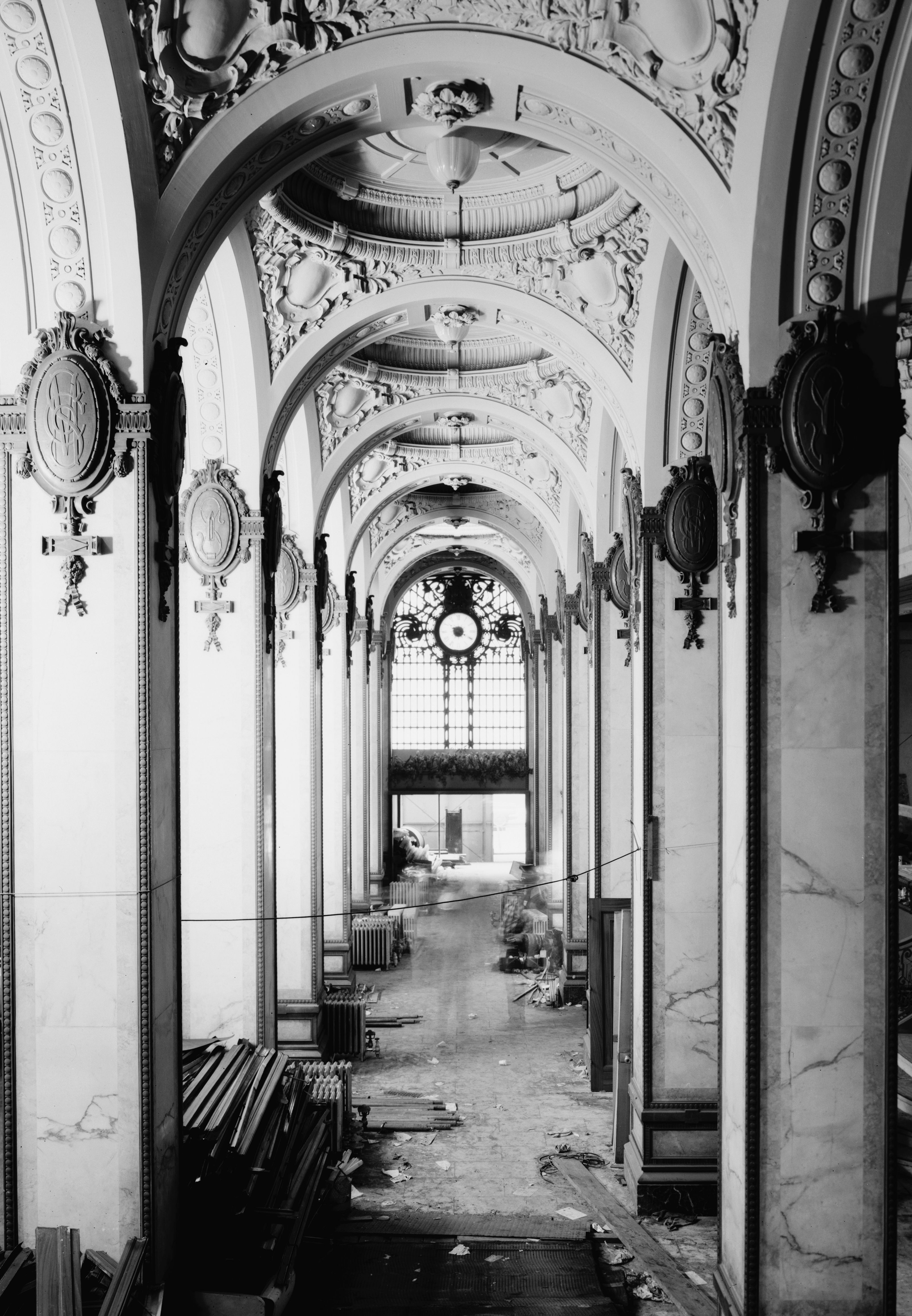
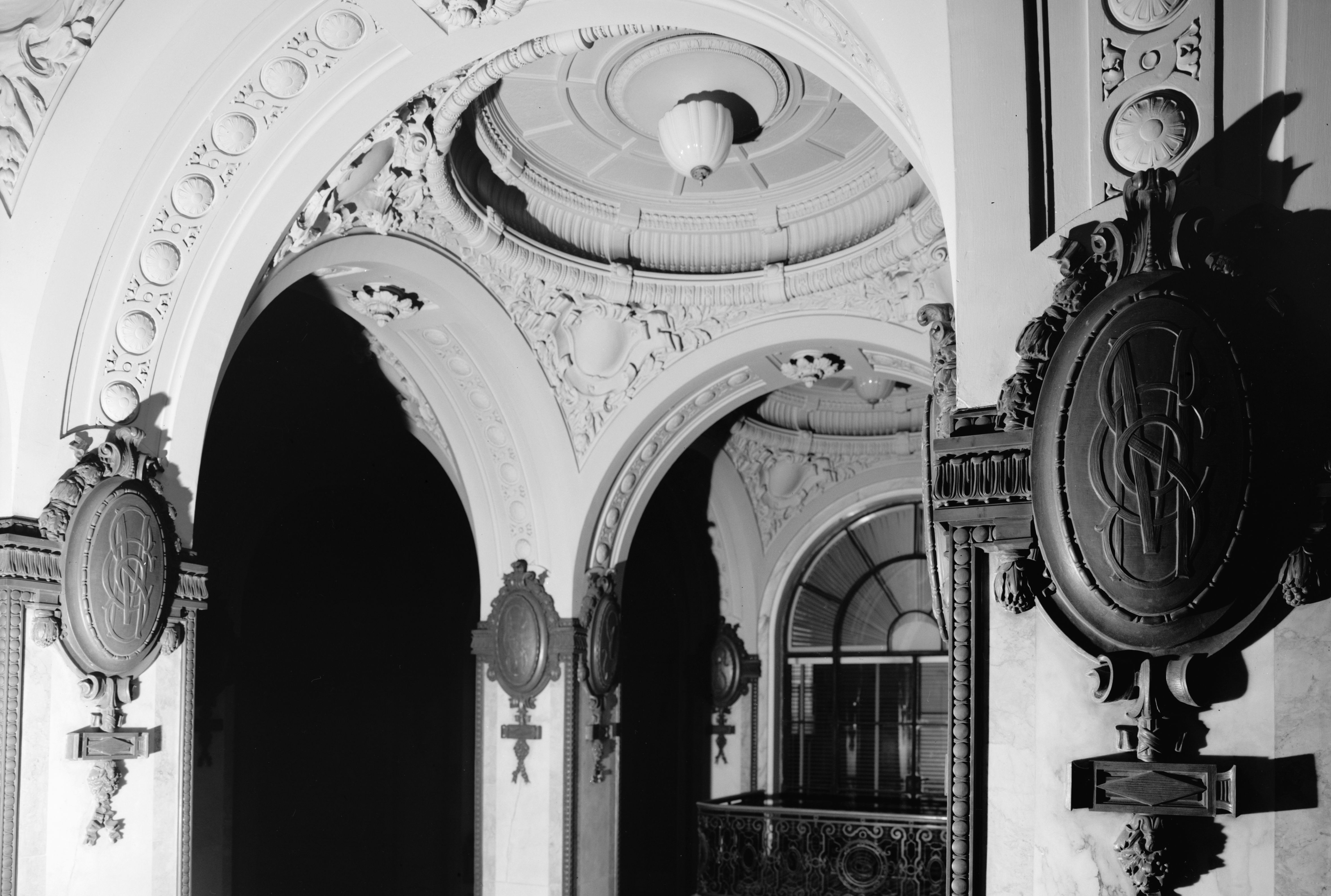
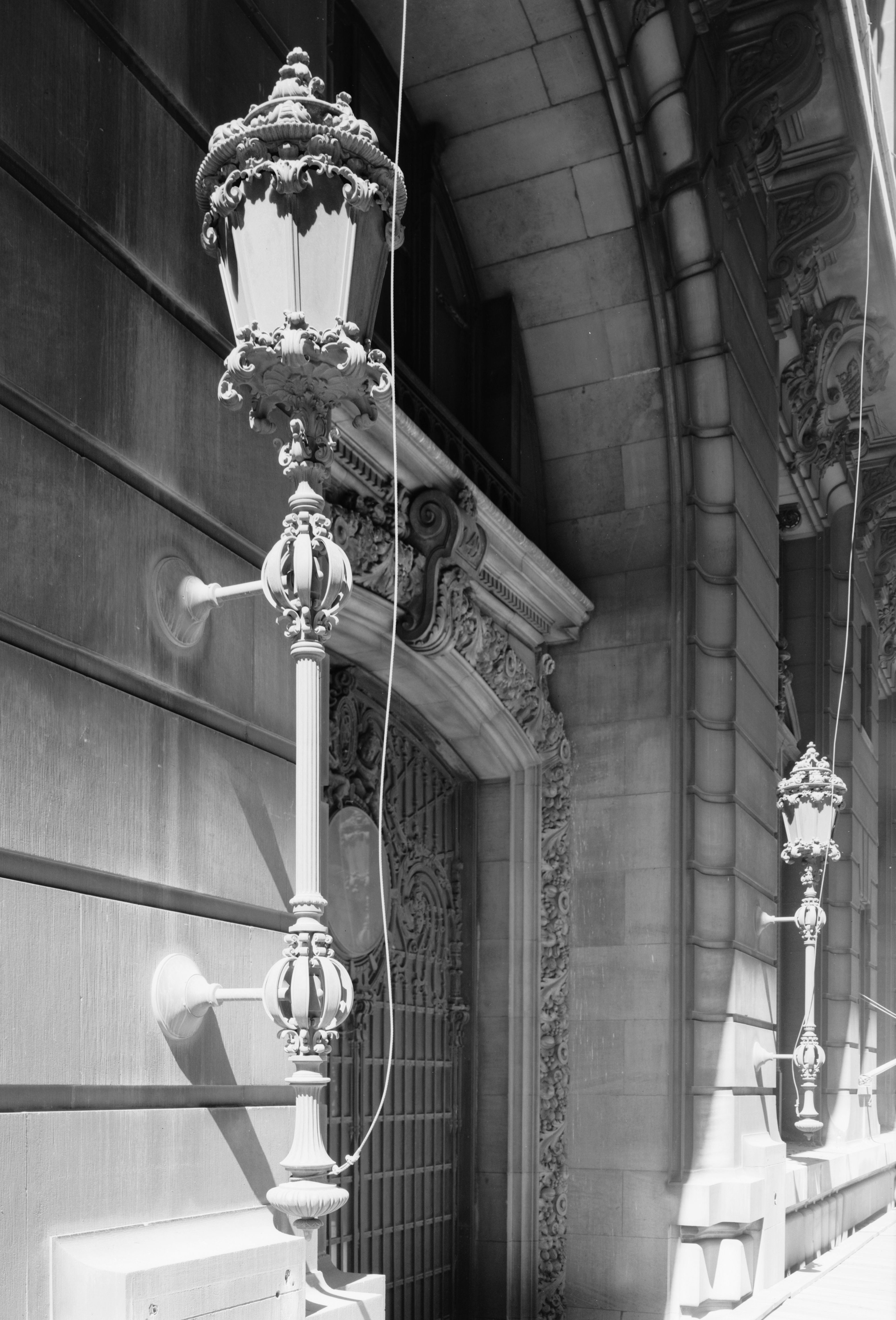
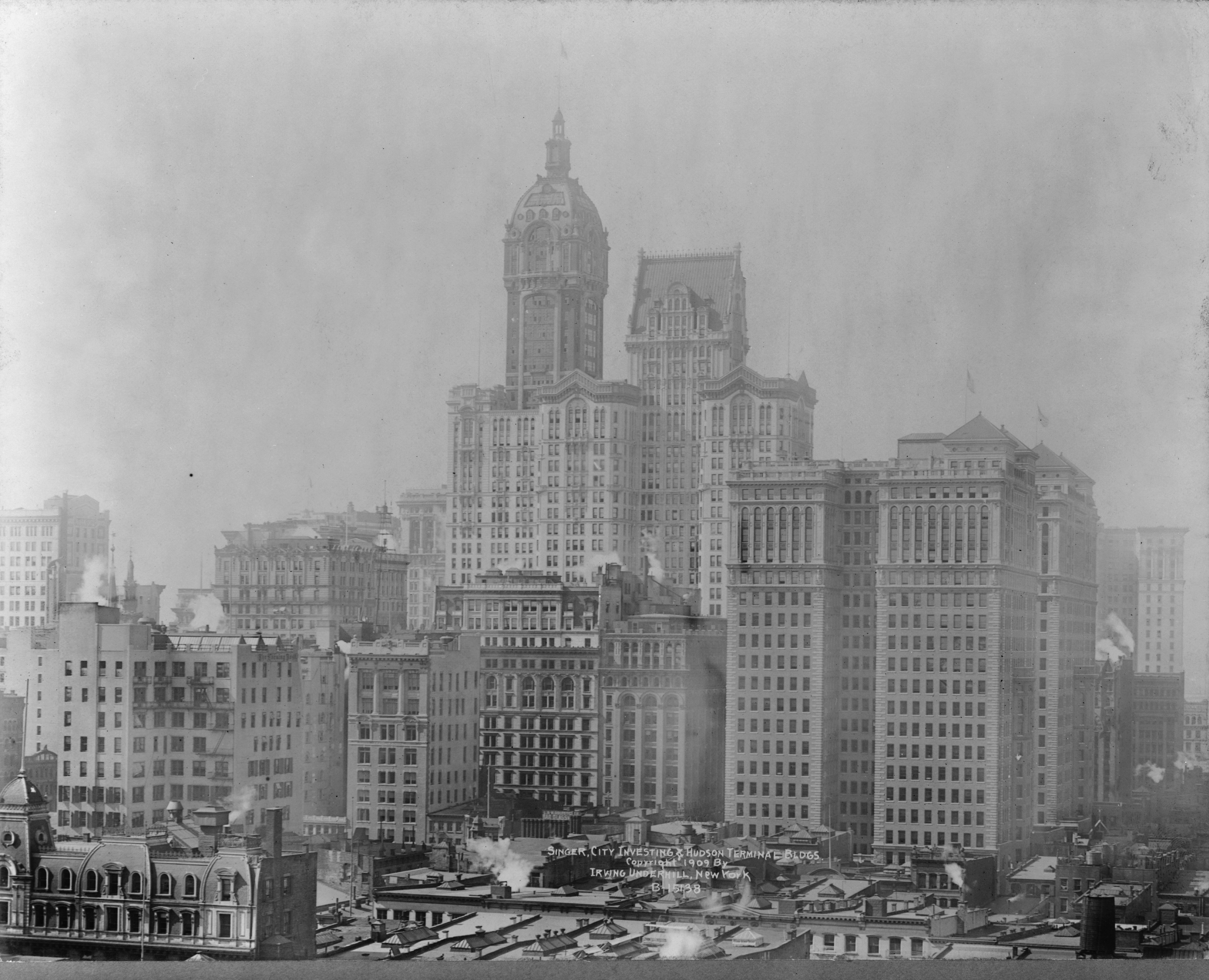
Schemat najwyższych budynków świata od 1908 do 1974